# Deroceras ercinae
Deroceras ercinae is een slakkensoort uit de familie van de Agriolimacidae. De wetenschappelijke naam van de soort is voor het eerst geldig gepubliceerd in 1985 door De Winter.